# TVP3 Łódź
TVP3 Łódź — польський регіональний телеканал, регіональна філія суспільного мовника «TVP» з центром мовлення у Лодзі.

## Історія
- 22 лютого 1956 року у тестовому режимі розпочав мовлення регіональний телеканал «Telewizja Łódź».
- 22 липня 1956 року телеканал розпочав постійне офіційне мовлення.
- 1958 року телеканал розмістився у новій сучасній студії та офісі.
- У 1970 році «Telewizja Łódź» отримав репортерську пересувну станцію із супутниковим передавачем.
- 1986 року вийшла в ефір передача «Magazyn Kryminalny 997».
- У 1987 році «Telewizja Łódź» транслював близько 144 години програм, показаних на загальнодержавному каналі, і 165 годин місцевого мовлення.
- 29 жовтня 1993 року Лодзинська філія національного телебачення розпочала регіональне мовлення, яке спочатку охопило лише мешканців Лодзі та навколишніх міст агломерації.
- 5 вересня 1994 року[1] одинадцять регіональних центрів, у тому числі лодзинський, розпочали транслювати майже чотиригодинний спільний ефір під назвою «TVP Regionalna»[2].
- У червні 1996 року покриття сигналом «Telewizja Łódź» значно розширилося за рахунок запуску каналу зв'язку 43 з новим передавачем потужністю 50 кВт. Програми телеканалу мали змогу переглядати глядачі в радіусі близько 70 км від Лодзі.
- У січні 1998 року «TVP Łódź» запустив власний місцевий телетекст під назвою «Telegazeta Regionalna TVP Łódź».
- Загалом у 1990-х роках було випущено близько 6300 годин місцевих програм на рік, що транслювалися в середньому 17 годин на день, і близько 277 годин програм для загальнонаціональних каналів і 103 години для «TVP Polonia».
- Восени 2000 року розпочалося об'єднання регіональних програм TVP і регіональні групи розпочали використовувати логотип «TVP3»[3].
- 3 березня 2002 року лодзинський телеканал отримав назву «TVP3 Łódź» та приєднався до загальнодержавної регіональної телемережі TVP3[4].
- З 1 вересня 2013 року по 2 січня 2016 року «TVP Regionalna» транслювала програми телеканалу під брендом «TVP Łódź». 2 січня 2016 року повернуто попередню назву «TVP3 Łódź».